# Zeevang
Zeevang és un municipi de la província d'Holanda del Nord, al centre-oest dels Països Baixos. L'1 de gener de 2009 tenia 6.316 habitants repartits per una superfície de 55,23 km² (dels quals 17,05 km² corresponen a aigua). Limita al nord amb Koggenland, a l'oest amb Beemster i al sud Purmerend i Edam-Volendam.

## Nuclis de població
Beets, Etersheim, Hobrede, Kwadijk, Middelie, Oosthuizen, Schardam, Warder.